# MIAME
MIAME (englisch Minimum Information About a Microarray Experiment ‚minimale Information über ein Microarray-Experiment‘) ist ein Qualitätsstandard für Microarrays.

## Eigenschaften
MIAME wurde 2001 von der Functional Genomics Data Society (FGED) entwickelt. Durch MIAME wird der Umfang notwendiger Informationen für die Reproduzierbarkeit von Microarray-Experimenten definiert. Das verwendete Ausgabeformat ist nicht definiert. Es existieren verschiedene Programme zur Darstellung und Bearbeitung von MIAME-Daten, z. B. Annotare, MAGE-TAB, KUTE-BASE, MicroGen, MIAMExpress, Gene Traffic, Ipsogen Cancer Profiler, BASE, GeneData Expressionist, Partisan Array LIMS, LIMaS, Gene Director, GeneSpring and GeNet, MCHIPS, maxd, GenoWiz, RAD, GenePix, TeraGenomics, almaZen, GeneSifter, SeqExpress, MIAME Spice, ArrayHub, Feature Extraction, TM4, SAS Microarray, GenStat, GeneMaths XT und Tab2MAGE. Eine Datenbank für MIAME-Daten ist der Gene Expression Omnibus. Manche andere Proteomik-Methoden sind nach MIAPE-Standards definiert.